# Hotel Utica
El Hotel Utica es un edificio hotelero histórico en Utica, Nueva York. Fue diseñado por Esenwein & Johnson, un estudio de arquitectura de Buffalo, para United Hotels Company of America. Fue restaurado con fondos públicos y reabierto en 2001. Desde 2017 se llama Doubletree por Hilton Hotel Utica.

## Historia
Abrió sus puertas el 11 de marzo de 1912. Originalmente era un edificio de 10 pisos de construcción a prueba de fuego con 200 habitaciones, cuatro comedores, un salón de fiestas, un salón de actos, un restaurante para damas y un asador y café para caballeros. Los tres pisos superiores se agregaron en 1926, lo que aumentó el número total de habitaciones a 250. Los invitados famosos incluyeron a Judy Garland, Mickey Mantle, el presidente Franklin Delano Roosevelt y la Sra. Eleanor Roosevelt, Hopalong Cassidy, Mae West, Bobby Darin y el entonces actual vicepresidente de los Estados Unidos, Dick Cheney. 
Como el negocio decayó, el hotel dejó de funcionar en 1972. Luego se convirtió en dos residencias para adultos, Hunter House y luego Loretto Adult Residence. Después de un período de desocupación, fue adquirida por los inversionistas locales Joseph R. Carucci y Charles N. Gaetano. Llevaron a cabo una rehabilitación de $13 millones entre 1999 y 2001 que se inspiró en la restauración del Hotel Willard en Washington D. C.. En 2001, el Hotel Utica se convirtió en miembro del National Trust for Historic Preservation 's Historic Hotels of America.
Los pagos de los préstamos eran un problema para el hotel y la Ciudad de Utica, que había estado gastando alrededor de $500,000 al año para cubrir las obligaciones insatisfechas. El Radisson Hotel cercano tuvo un acuerdo de tasación especial sobre sus impuestos. El Hotel Utica se puso a la venta en $ 10,7 millones en 2009. Durante años, Carucci y Gaetano no pagaron los impuestos sobre la propiedad y la escuela, y se atrasaron en los $6,3 millones restantes de lo que originalmente era un préstamo de $5 millones del Departamento de Vivienda y Desarrollo Urbano de EE. UU. En 2006, el Hotel Utica se convirtió en una franquicia de la cadena hotelera Choice Hotels International, aunque la propiedad siguió siendo privada. 
En mayo de 2016 fue adquirido por la empresa de gestión hotelera Visions Hotels. La empresa con sede en Corning, Nueva York, actualmente posee y opera más de 40 hoteles en el estado de Nueva York, incluidos varios que ya se encuentran en Utica. Las renovaciones en el Hotel Utica comenzaron en el otoño de 2016, luego de que Visions Hotels asegurara un acuerdo con Hilton Worldwide para completar un Plan de mejora de la propiedad y convertirlo en la cadena hotelera DoubleTree by Hilton. El hotel celebró su gran reapertura como Doubletree by Hilton Hotel Utica el 24 de octubre de 2017.
El 13 de agosto de 2018, Donald Trump habló en una recaudación de fondos para la congresista Claudia Tenney. Esta fue la primera vez que un presidente visitó el Hotel Utica y el Valle Mohawk, en casi 70 años.

## enlaces externos
- Sitio web de Hotel Útica

- Datos: Q5912065
- Multimedia: Hotel Utica / Q5912065